# Nancy Lawton
Nancy Lawton (1950–2007) foi uma artista americana. Originalmente trabalhando em grafite para criar desenhos e retratos botânicos, Lawton começou a trabalhar em ponta de prata em 1985. O seu trabalho encontra-se incluído nas colecções do Smithsonian American Art Museum, do Art Institute of Chicago, do Metropolitan Museum of Art e do Brooklyn Museum of Art.